# Alexandra van Griekenland (1870-1891)
Alexandra Feodorovna (Grieks: Πριγκίπισσα Αλεξάνδρα της Ελλάδας και Δανίας, Russisch: Александра Георгиевна) (Korfoe, 30 augustus 1870 — Iljinskoje (bij Moskou), 24 september 1891) was een prinses van Griekenland en van 1889 tot aan haar dood grootvorstin van Rusland door haar huwelijk met Paul Aleksandrovitsj van Rusland.

## Huwelijk en kinderen
Alexandra werd geboren als de dochter van de Griekse koning George I en zijn vrouw, grootvorstin Olga Konstantinovna van Rusland. Ze werd in huiselijke kring "Greek Alix" of "Aline" genoemd en was erg geliefd bij haar familie. 
"Ze had een bepaalde puurheid waarmee ze iedereen aan zich wist te binden", liet haar broer Nicolaas weten. "Ze zag er jong en beeldschoon uit en ze leek een plezierig en gelukkig leven te krijgen."
Ze had nauwe relaties met het Russische koningshuis via haar moeder Olga, de dochter van de Russische groothertog Constantijn Nikolajevitsj van Rusland. Haar vader was een broer van de Russische tsarina Dagmar van Denemarken, de vrouw van tsaar Alexander III van Rusland.
Op negentienjarige leeftijd trouwde Alexandra met de Russische groothertog Paul Aleksandrovitsj van Rusland, het achtste kind en de zesde zoon van tsaar Alexander II van Rusland en Marie van Hessen-Darmstadt. Ze groeiden nader tot elkaar toen groothertog Paul de winter doorbracht in Griekenland. Paul verbleef in Griekenland voor een ziekte aan de luchtwegen. De Griekse koninklijke familie vierde ook vaak vakanties met de familie Romanov in Griekenland en Rusland. Paul en Alexandra kregen twee kinderen:
- Maria Paulowna (1890-1958)
- Dimitri Pavlovitsj (1891-1942)

## Overlijden
Bij een wandeling met vrienden langs de oever van de rivier de Moskva en het instappen in een bootje maakte Alexandra, zeven maanden zwanger, een misstap en kwam zwaar ten val. De volgende dag stortte ze in elkaar doordat ze hevige pijnen onderging. Ze beviel van haar zoon Dimitri en kwam in een comateuze toestand terecht. Zes dagen later kwam ze te overlijden op het landgoed Ilyinskoe, dicht bij Moskou. De groothertogin werd begraven in de Petrus- en Pauluskathedraal te Sint-Petersburg. Haar rouwende echtgenoot moest worden tegengehouden om zelf ook niet in het graf te springen. Paul trouwde later morganatisch met Olga Valerianovna Karnovitsj.
In 1939, tijdens de regeerperiode van haar neef George II van Griekenland, vroeg het Griekse parlement aan de Sovjet-Unie toestemming om Alexandra opnieuw te begraven in Griekenland. Haar lichaam werd verwijderd uit de graftombe in Sint-Petersburg en werd verscheept naar Athene. Alexandra werd uiteindelijk nabij het Paleis van Tatoi ter ruste gelegd. Haar grafsteen in de Petrus-en-Pauluskathedraal is nog steeds intact.

## Kwartierstaat (voorouders)
| Frederik Willem van Sleeswijk- Holstein-Sonderburg-Glücksburg (1785-1831) | Frederik Willem van Sleeswijk- Holstein-Sonderburg-Glücksburg (1785-1831) | Frederik Willem van Sleeswijk- Holstein-Sonderburg-Glücksburg (1785-1831) | Frederik Willem van Sleeswijk- Holstein-Sonderburg-Glücksburg (1785-1831) | Frederik Willem van Sleeswijk- Holstein-Sonderburg-Glücksburg (1785-1831) | Frederik Willem van Sleeswijk- Holstein-Sonderburg-Glücksburg (1785-1831) | Louise Caroline van Hesse-Kassel (1789-1867) | Louise Caroline van Hesse-Kassel (1789-1867) | Louise Caroline van Hesse-Kassel (1789-1867)     | Louise Caroline van Hesse-Kassel (1789-1867)     | Louise Caroline van Hesse-Kassel (1789-1867)     | Louise Caroline van Hesse-Kassel (1789-1867)     |                                                  |                                                  | Willem van Hessen-Kassel (1787-1867) | Willem van Hessen-Kassel (1787-1867) | Willem van Hessen-Kassel (1787-1867)  | Willem van Hessen-Kassel (1787-1867)  | Willem van Hessen-Kassel (1787-1867)  | Willem van Hessen-Kassel (1787-1867)  | Louise Charlotte van Denemarken (1789-1864) | Louise Charlotte van Denemarken (1789-1864) | Louise Charlotte van Denemarken (1789-1864) | Louise Charlotte van Denemarken (1789-1864) | Louise Charlotte van Denemarken (1789-1864)        | Louise Charlotte van Denemarken (1789-1864)        |                                                    |                                                    | Nicolaas I van Rusland (1796–1855)                 | Nicolaas I van Rusland (1796–1855)                 | Nicolaas I van Rusland (1796–1855) | Nicolaas I van Rusland (1796–1855) | Nicolaas I van Rusland (1796–1855)                | Nicolaas I van Rusland (1796–1855)                | Charlotte van Pruisen (1798-1860)                 | Charlotte van Pruisen (1798-1860)                 | Charlotte van Pruisen (1798-1860)                 | Charlotte van Pruisen (1798-1860)                 | Charlotte van Pruisen (1798-1860)           | Charlotte van Pruisen (1798-1860)           |                                                   |                                                   | Jozef van Saksen-Altenburg (1789-1868)            | Jozef van Saksen-Altenburg (1789-1868)            | Jozef van Saksen-Altenburg (1789-1868)            | Jozef van Saksen-Altenburg (1789-1868)            | Jozef van Saksen-Altenburg (1789-1868)     | Jozef van Saksen-Altenburg (1789-1868)     | Amelie van Württemberg (1799-1848)                    | Amelie van Württemberg (1799-1848)                    | Amelie van Württemberg (1799-1848)                    | Amelie van Württemberg (1799-1848)                    | Amelie van Württemberg (1799-1848)                    | Amelie van Württemberg (1799-1848)                    |  |  |  |  |  |  |  |  |  |  |  |  |  |  |  |  |  |  |  |  |  |  |  |  |  |  |  |  |  |  |  |  |  |  |  |  |  |  |  |  |  |  |  |  |  |  |  |  |
| Frederik Willem van Sleeswijk- Holstein-Sonderburg-Glücksburg (1785-1831) | Frederik Willem van Sleeswijk- Holstein-Sonderburg-Glücksburg (1785-1831) | Frederik Willem van Sleeswijk- Holstein-Sonderburg-Glücksburg (1785-1831) | Frederik Willem van Sleeswijk- Holstein-Sonderburg-Glücksburg (1785-1831) | Frederik Willem van Sleeswijk- Holstein-Sonderburg-Glücksburg (1785-1831) | Frederik Willem van Sleeswijk- Holstein-Sonderburg-Glücksburg (1785-1831) | Louise Caroline van Hesse-Kassel (1789-1867) | Louise Caroline van Hesse-Kassel (1789-1867) | Louise Caroline van Hesse-Kassel (1789-1867)     | Louise Caroline van Hesse-Kassel (1789-1867)     | Louise Caroline van Hesse-Kassel (1789-1867)     | Louise Caroline van Hesse-Kassel (1789-1867)     |                                                  |                                                  | Willem van Hessen-Kassel (1787-1867) | Willem van Hessen-Kassel (1787-1867) | Willem van Hessen-Kassel (1787-1867)  | Willem van Hessen-Kassel (1787-1867)  | Willem van Hessen-Kassel (1787-1867)  | Willem van Hessen-Kassel (1787-1867)  | Louise Charlotte van Denemarken (1789-1864) | Louise Charlotte van Denemarken (1789-1864) | Louise Charlotte van Denemarken (1789-1864) | Louise Charlotte van Denemarken (1789-1864) | Louise Charlotte van Denemarken (1789-1864)        | Louise Charlotte van Denemarken (1789-1864)        |                                                    |                                                    | Nicolaas I van Rusland (1796–1855)                 | Nicolaas I van Rusland (1796–1855)                 | Nicolaas I van Rusland (1796–1855) | Nicolaas I van Rusland (1796–1855) | Nicolaas I van Rusland (1796–1855)                | Nicolaas I van Rusland (1796–1855)                | Charlotte van Pruisen (1798-1860)                 | Charlotte van Pruisen (1798-1860)                 | Charlotte van Pruisen (1798-1860)                 | Charlotte van Pruisen (1798-1860)                 | Charlotte van Pruisen (1798-1860)           | Charlotte van Pruisen (1798-1860)           |                                                   |                                                   | Jozef van Saksen-Altenburg (1789-1868)            | Jozef van Saksen-Altenburg (1789-1868)            | Jozef van Saksen-Altenburg (1789-1868)            | Jozef van Saksen-Altenburg (1789-1868)            | Jozef van Saksen-Altenburg (1789-1868)     | Jozef van Saksen-Altenburg (1789-1868)     | Amelie van Württemberg (1799-1848)                    | Amelie van Württemberg (1799-1848)                    | Amelie van Württemberg (1799-1848)                    | Amelie van Württemberg (1799-1848)                    | Amelie van Württemberg (1799-1848)                    | Amelie van Württemberg (1799-1848)                    |  |  |  |  |  |  |  |  |  |  |  |  |  |  |  |  |  |  |  |  |  |  |  |  |  |  |  |  |  |  |  |  |  |  |  |  |  |  |  |  |  |  |  |  |  |  |  |  |
|                                                                           |                                                                           |                                                                           |                                                                           |                                                                           |                                                                           |                                              |                                              |                                                  |                                                  |                                                  |                                                  |                                                  |                                                  |                                      |                                      |                                       |                                       |                                       |                                       |                                             |                                             |                                             |                                             |                                                    |                                                    |                                                    |                                                    |                                                    |                                                    |                                    |                                    |                                                   |                                                   |                                                   |                                                   |                                                   |                                                   |                                             |                                             |                                                   |                                                   |                                                   |                                                   |                                                   |                                                   |                                            |                                            |                                                       |                                                       |                                                       |                                                       |                                                       |                                                       |  |  |  |  |  |  |  |  |  |  |  |  |  |  |  |  |  |  |  |  |  |  |  |  |  |  |  |  |  |  |  |  |  |  |  |  |  |  |  |  |  |  |  |  |  |  |  |  |
|                                                                           |                                                                           |                                                                           |                                                                           | Christiaan IX van Denemarken (1818-1906)                                  | Christiaan IX van Denemarken (1818-1906)                                  | Christiaan IX van Denemarken (1818-1906)     | Christiaan IX van Denemarken (1818-1906)     | Christiaan IX van Denemarken (1818-1906)         | Christiaan IX van Denemarken (1818-1906)         |                                                  |                                                  |                                                  |                                                  |                                      |                                      | Louise van Hessen-Kassel (1817-1898)  | Louise van Hessen-Kassel (1817-1898)  | Louise van Hessen-Kassel (1817-1898)  | Louise van Hessen-Kassel (1817-1898)  | Louise van Hessen-Kassel (1817-1898)        | Louise van Hessen-Kassel (1817-1898)        |                                             |                                             |                                                    |                                                    |                                                    |                                                    |                                                    |                                                    |                                    |                                    | Constantijn Nikolajevitsj van Rusland (1827-1892) | Constantijn Nikolajevitsj van Rusland (1827-1892) | Constantijn Nikolajevitsj van Rusland (1827-1892) | Constantijn Nikolajevitsj van Rusland (1827-1892) | Constantijn Nikolajevitsj van Rusland (1827-1892) | Constantijn Nikolajevitsj van Rusland (1827-1892) |                                             |                                             |                                                   |                                                   |                                                   |                                                   | Alexandra van Saksen-Altenburg (1830-1911)        | Alexandra van Saksen-Altenburg (1830-1911)        | Alexandra van Saksen-Altenburg (1830-1911) | Alexandra van Saksen-Altenburg (1830-1911) | Alexandra van Saksen-Altenburg (1830-1911)            | Alexandra van Saksen-Altenburg (1830-1911)            |                                                       |                                                       |                                                       |                                                       |  |  |  |  |  |  |  |  |  |  |  |  |  |  |  |  |  |  |  |  |  |  |  |  |  |  |  |  |  |  |  |  |  |  |  |  |  |  |  |  |  |  |  |  |  |  |  |  |
|                                                                           |                                                                           |                                                                           |                                                                           | Christiaan IX van Denemarken (1818-1906)                                  | Christiaan IX van Denemarken (1818-1906)                                  | Christiaan IX van Denemarken (1818-1906)     | Christiaan IX van Denemarken (1818-1906)     | Christiaan IX van Denemarken (1818-1906)         | Christiaan IX van Denemarken (1818-1906)         |                                                  |                                                  |                                                  |                                                  |                                      |                                      | Louise van Hessen-Kassel (1817-1898)  | Louise van Hessen-Kassel (1817-1898)  | Louise van Hessen-Kassel (1817-1898)  | Louise van Hessen-Kassel (1817-1898)  | Louise van Hessen-Kassel (1817-1898)        | Louise van Hessen-Kassel (1817-1898)        |                                             |                                             |                                                    |                                                    |                                                    |                                                    |                                                    |                                                    |                                    |                                    | Constantijn Nikolajevitsj van Rusland (1827-1892) | Constantijn Nikolajevitsj van Rusland (1827-1892) | Constantijn Nikolajevitsj van Rusland (1827-1892) | Constantijn Nikolajevitsj van Rusland (1827-1892) | Constantijn Nikolajevitsj van Rusland (1827-1892) | Constantijn Nikolajevitsj van Rusland (1827-1892) |                                             |                                             |                                                   |                                                   |                                                   |                                                   | Alexandra van Saksen-Altenburg (1830-1911)        | Alexandra van Saksen-Altenburg (1830-1911)        | Alexandra van Saksen-Altenburg (1830-1911) | Alexandra van Saksen-Altenburg (1830-1911) | Alexandra van Saksen-Altenburg (1830-1911)            | Alexandra van Saksen-Altenburg (1830-1911)            |                                                       |                                                       |                                                       |                                                       |  |  |  |  |  |  |  |  |  |  |  |  |  |  |  |  |  |  |  |  |  |  |  |  |  |  |  |  |  |  |  |  |  |  |  |  |  |  |  |  |  |  |  |  |  |  |  |  |
|                                                                           |                                                                           |                                                                           |                                                                           |                                                                           |                                                                           |                                              |                                              |                                                  |                                                  | George I van Griekenland (1845-1913)             | George I van Griekenland (1845-1913)             | George I van Griekenland (1845-1913)             | George I van Griekenland (1845-1913)             | George I van Griekenland (1845-1913) | George I van Griekenland (1845-1913) |                                       |                                       |                                       |                                       |                                             |                                             |                                             |                                             |                                                    |                                                    |                                                    |                                                    |                                                    |                                                    |                                    |                                    |                                                   |                                                   |                                                   |                                                   |                                                   |                                                   | Olga Konstantinovna van Rusland (1851-1926) | Olga Konstantinovna van Rusland (1851-1926) | Olga Konstantinovna van Rusland (1851-1926)       | Olga Konstantinovna van Rusland (1851-1926)       | Olga Konstantinovna van Rusland (1851-1926)       | Olga Konstantinovna van Rusland (1851-1926)       |                                                   |                                                   |                                            |                                            |                                                       |                                                       |                                                       |                                                       |                                                       |                                                       |  |  |  |  |  |  |  |  |  |  |  |  |  |  |  |  |  |  |  |  |  |  |  |  |  |  |  |  |  |  |  |  |  |  |  |  |  |  |  |  |  |  |  |  |  |  |  |  |
|                                                                           |                                                                           |                                                                           |                                                                           |                                                                           |                                                                           |                                              |                                              |                                                  |                                                  | George I van Griekenland (1845-1913)             | George I van Griekenland (1845-1913)             | George I van Griekenland (1845-1913)             | George I van Griekenland (1845-1913)             | George I van Griekenland (1845-1913) | George I van Griekenland (1845-1913) |                                       |                                       |                                       |                                       |                                             |                                             |                                             |                                             |                                                    |                                                    |                                                    |                                                    |                                                    |                                                    |                                    |                                    |                                                   |                                                   |                                                   |                                                   |                                                   |                                                   | Olga Konstantinovna van Rusland (1851-1926) | Olga Konstantinovna van Rusland (1851-1926) | Olga Konstantinovna van Rusland (1851-1926)       | Olga Konstantinovna van Rusland (1851-1926)       | Olga Konstantinovna van Rusland (1851-1926)       | Olga Konstantinovna van Rusland (1851-1926)       |                                                   |                                                   |                                            |                                            |                                                       |                                                       |                                                       |                                                       |                                                       |                                                       |  |  |  |  |  |  |  |  |  |  |  |  |  |  |  |  |  |  |  |  |  |  |  |  |  |  |  |  |  |  |  |  |  |  |  |  |  |  |  |  |  |  |  |  |  |  |  |  |
|                                                                           |                                                                           |                                                                           |                                                                           |                                                                           |                                                                           |                                              |                                              |                                                  |                                                  |                                                  |                                                  |                                                  |                                                  |                                      |                                      |                                       |                                       |                                       |                                       |                                             |                                             |                                             |                                             |                                                    |                                                    |                                                    |                                                    |                                                    |                                                    |                                    |                                    |                                                   |                                                   |                                                   |                                                   |                                                   |                                                   |                                             |                                             |                                                   |                                                   |                                                   |                                                   |                                                   |                                                   |                                            |                                            |                                                       |                                                       |                                                       |                                                       |                                                       |                                                       |  |  |  |  |  |  |  |  |  |  |  |  |  |  |  |  |  |  |  |  |  |  |  |  |  |  |  |  |  |  |  |  |  |  |  |  |  |  |  |  |  |  |  |  |  |  |  |  |
|                                                                           |                                                                           |                                                                           |                                                                           |                                                                           |                                                                           |                                              |                                              |                                                  |                                                  |                                                  |                                                  |                                                  |                                                  |                                      |                                      |                                       |                                       |                                       |                                       |                                             |                                             |                                             |                                             |                                                    |                                                    |                                                    |                                                    |                                                    |                                                    |                                    |                                    |                                                   |                                                   |                                                   |                                                   |                                                   |                                                   |                                             |                                             |                                                   |                                                   |                                                   |                                                   |                                                   |                                                   |                                            |                                            |                                                       |                                                       |                                                       |                                                       |                                                       |                                                       |  |  |  |  |  |  |  |  |  |  |  |  |  |  |  |  |  |  |  |  |  |  |  |  |  |  |  |  |  |  |  |  |  |  |  |  |  |  |  |  |  |  |  |  |  |  |  |  |
| Constantijn I van Griekenland (1868-1923)                                 | Constantijn I van Griekenland (1868-1923)                                 | Constantijn I van Griekenland (1868-1923)                                 | Constantijn I van Griekenland (1868-1923)                                 | Constantijn I van Griekenland (1868-1923)                                 | Constantijn I van Griekenland (1868-1923)                                 |                                              |                                              | George van Griekenland en Denemarken (1869-1957) | George van Griekenland en Denemarken (1869-1957) | George van Griekenland en Denemarken (1869-1957) | George van Griekenland en Denemarken (1869-1957) | George van Griekenland en Denemarken (1869-1957) | George van Griekenland en Denemarken (1869-1957) |                                      |                                      | Alexandra van Griekenland (1870-1891) | Alexandra van Griekenland (1870-1891) | Alexandra van Griekenland (1870-1891) | Alexandra van Griekenland (1870-1891) | Alexandra van Griekenland (1870-1891)       | Alexandra van Griekenland (1870-1891)       |                                             |                                             | Nicolaas van Griekenland en Denemarken (1872-1938) | Nicolaas van Griekenland en Denemarken (1872-1938) | Nicolaas van Griekenland en Denemarken (1872-1938) | Nicolaas van Griekenland en Denemarken (1872-1938) | Nicolaas van Griekenland en Denemarken (1872-1938) | Nicolaas van Griekenland en Denemarken (1872-1938) |                                    |                                    | Maria van Griekenland en Denemarken (1876-1940)   | Maria van Griekenland en Denemarken (1876-1940)   | Maria van Griekenland en Denemarken (1876-1940)   | Maria van Griekenland en Denemarken (1876-1940)   | Maria van Griekenland en Denemarken (1876-1940)   | Maria van Griekenland en Denemarken (1876-1940)   |                                             |                                             | Andreas van Griekenland en Denemarken (1882-1944) | Andreas van Griekenland en Denemarken (1882-1944) | Andreas van Griekenland en Denemarken (1882-1944) | Andreas van Griekenland en Denemarken (1882-1944) | Andreas van Griekenland en Denemarken (1882-1944) | Andreas van Griekenland en Denemarken (1882-1944) |                                            |                                            | Christoffel van Griekenland en Denemarken (1888-1940) | Christoffel van Griekenland en Denemarken (1888-1940) | Christoffel van Griekenland en Denemarken (1888-1940) | Christoffel van Griekenland en Denemarken (1888-1940) | Christoffel van Griekenland en Denemarken (1888-1940) | Christoffel van Griekenland en Denemarken (1888-1940) |  |  |  |  |  |  |  |  |  |  |  |  |  |  |  |  |  |  |  |  |  |  |  |  |  |  |  |  |  |  |  |  |  |  |  |  |  |  |  |  |  |  |  |  |  |  |  |  |